# Uglas
Uglas is een gemeente en dorp (fr.commune) in het Franse departement Hautes-Pyrénées (regio Occitanie). De commune telt 271 inwoners (2008). De plaats maakt deel uit van het arrondissement Bagnères-de-Bigorre.

## Geografie
De oppervlakte van Uglas bedraagt 8,6 km², de bevolkingsdichtheid is 28,1 inwoners per km². De Gers stroomt door deze gemeente.

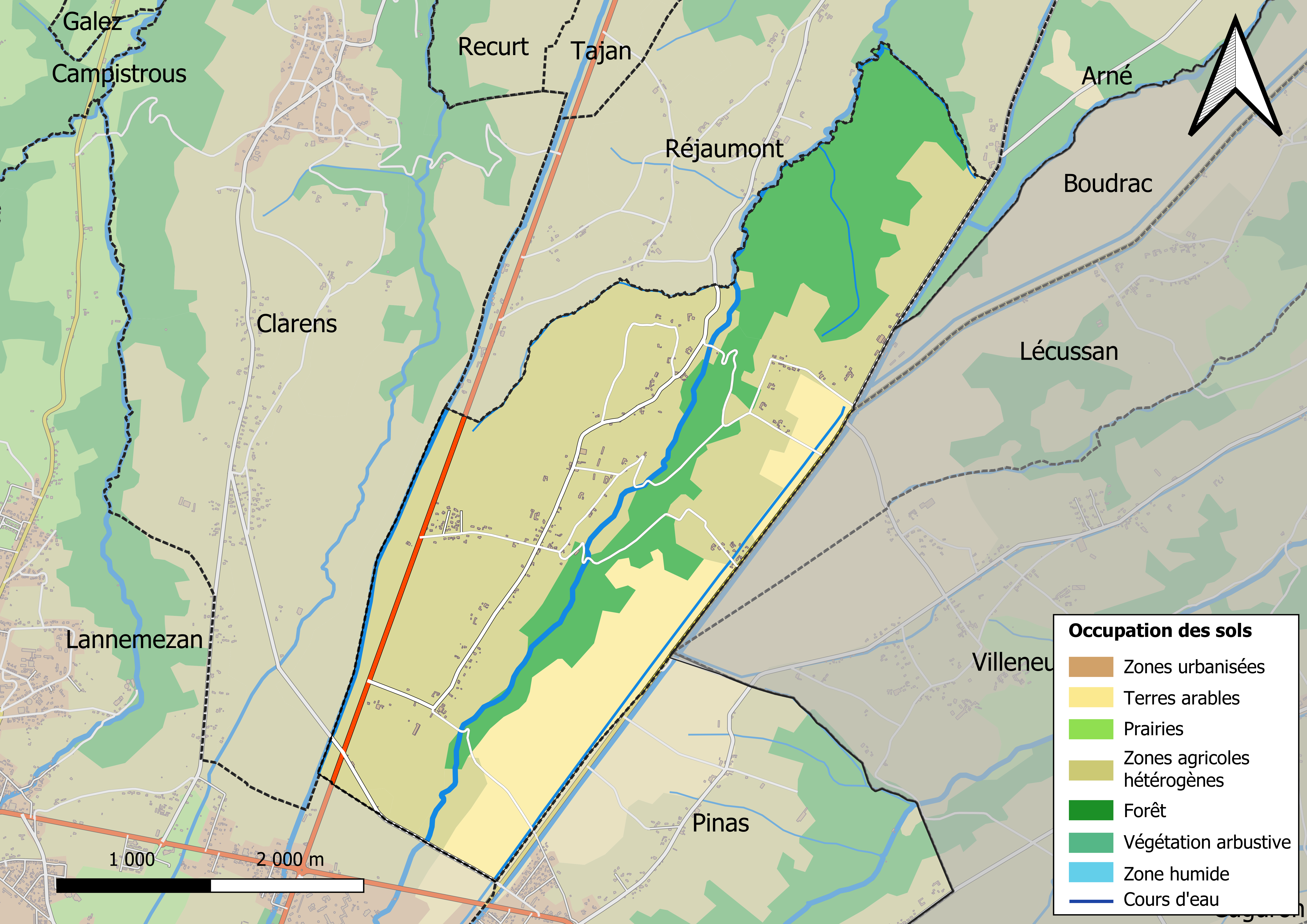
Kaart van de gemeente met belangrijkste infrastructuur, bodemgebruik en omliggende gemeenten

## Demografie
Onderstaande figuur toont het verloop van het inwonertal (bron: INSEE-tellingen).